# Marcos Paulo
Marcos Paulo, brazilski nogometaš, * 11. maj 1977, Doresópolis, Brazilija.
Za brazilsko reprezentanco je odigral tri uradne tekme in dosegel en gol.